# Maria-Hilf-Kapelle (Wernau)

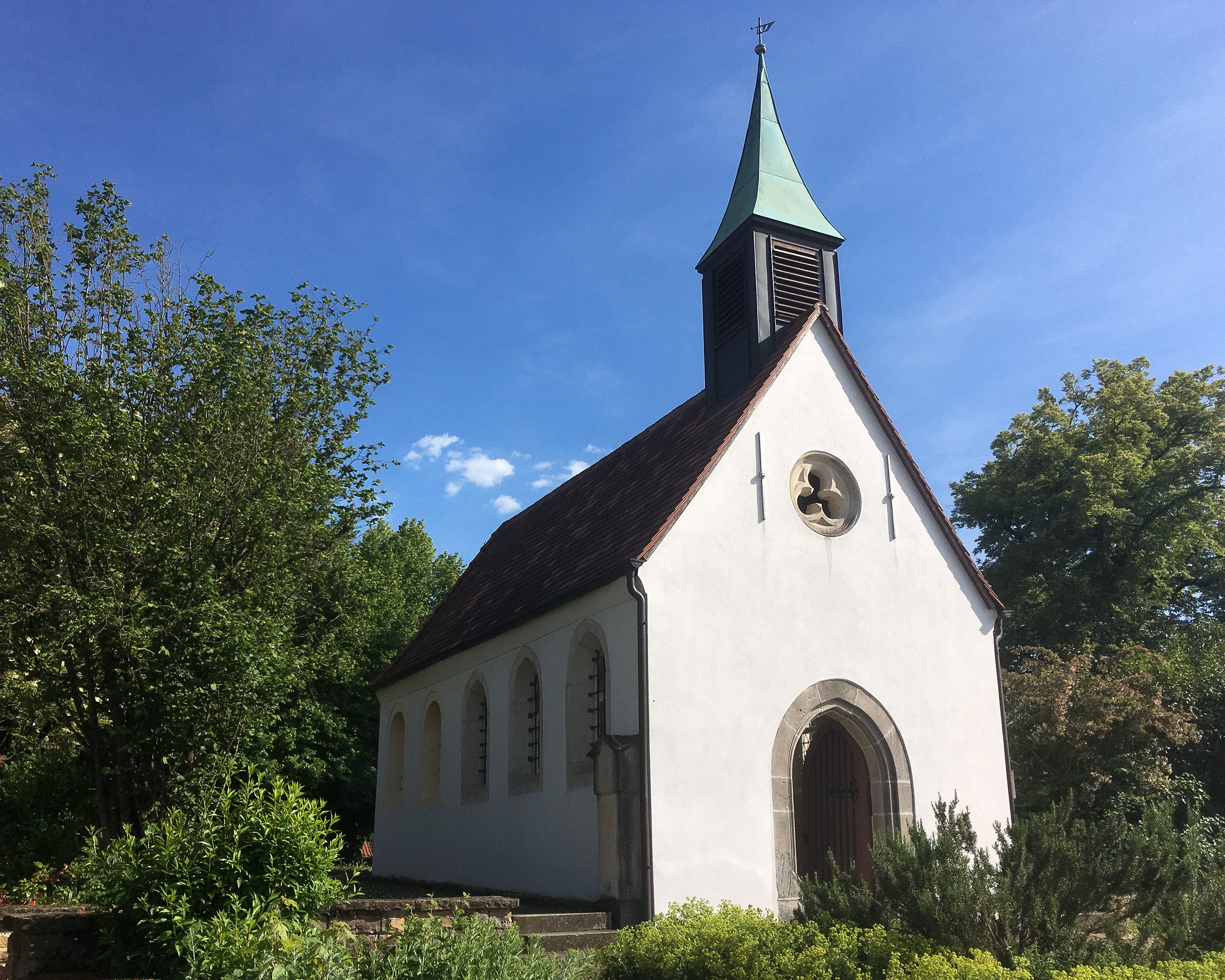
Maria-Hilf-Kapelle in Wernau

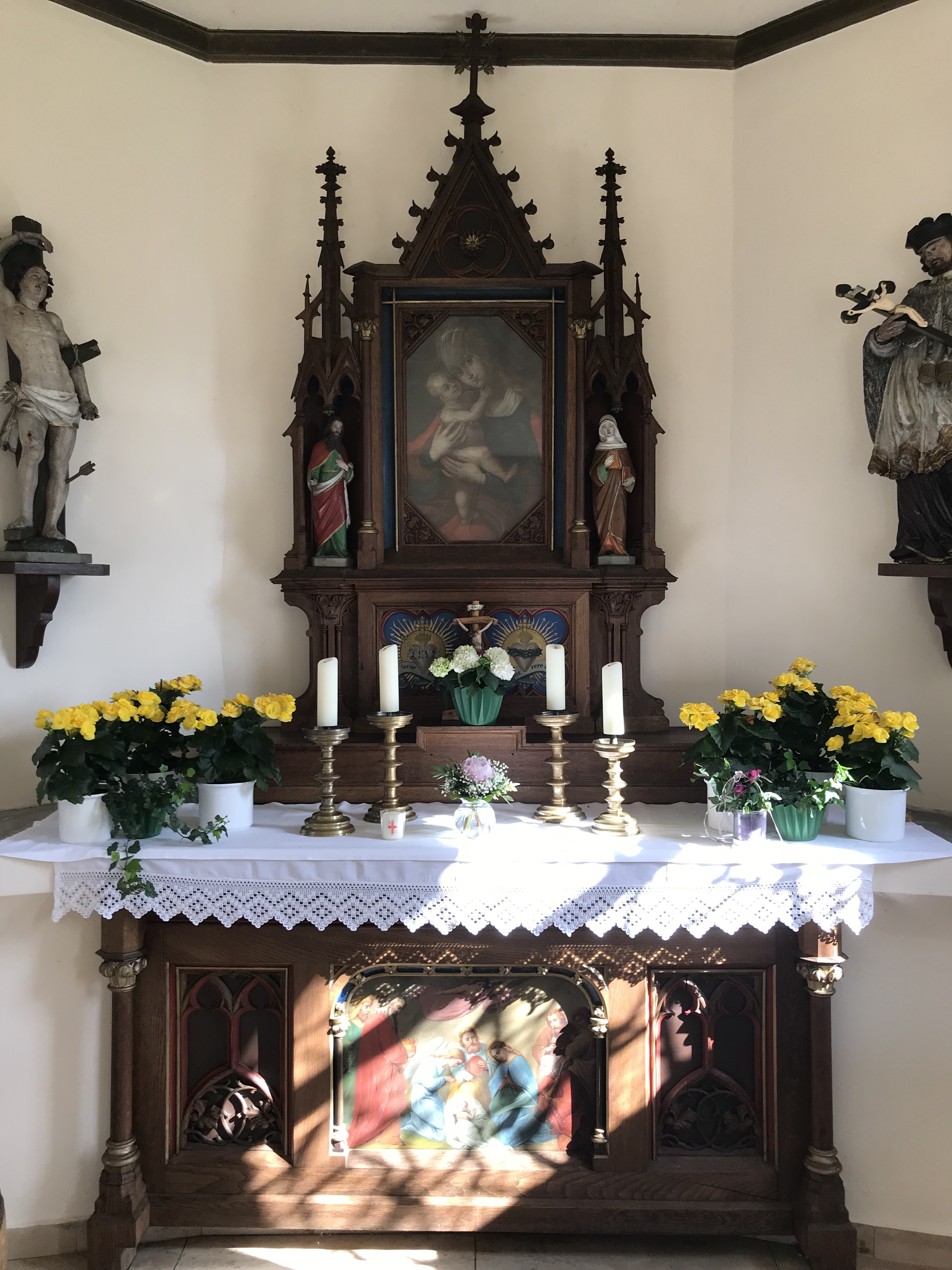
Altar mit Gnadenbild Mariahilf nach Lucas Cranach

Die Maria-Hilf-Kapelle ist eine römisch-katholische Kapelle in der Stadt Wernau.

## Geschichte
Einwohner des Ortes Steinbach, der im Jahr 1938 in der heutigen Stadt Wernau aufgegangen ist, hatten die heilige Maria um die Verschonung von einer Pestwelle gebeten und in diesem Zusammenhang die kleine Kapelle errichtet. Fälldaten des verwendeten Holzes deuten auf ein Baujahr um 1667 hin, womit die Kapelle das älteste noch heute bestehende Gebäude der Stadt Wernau ist. Im Jahr 1724 wurde die Kapelle geweiht. Anselma Bopp, die Ordensgründerin der Thuiner Franziskanerinnen, bereitete sich hier um das Jahr 1850 auf ihr Klosterleben vor. Heute werden insbesondere an Maria Himmelfahrt Gottesdienste in der Kapelle gehalten, zudem ist die Kapelle aufgrund ihrer Lage inmitten eines Gartens als Ort für Trauungen beliebt.

## Architektur und Umgebung
Die Kapelle ist eine einschiffige Saalkirche, die in Anlehnung an den gotischen Stil erbaut wurde. Über der Eingangstür im Westen erhebt sich der Glockenturm mit einem Spitzhelm aus Kupferblech, in dem sich eine einzelne Glocke befindet. Vor der Westseite der Kapelle befindet sich ein Kräutergarten mit Thymian, Rosmarin, Dill und Lavendel. Vor der Ostseite der Kapelle wurde ein Kriegerdenkmal mit Pietà zur Erinnerung an die 33 im Ersten Weltkrieg gefallenen Bürger des Ortes Steinbach errichtet. Die Namen der Gefallenen sind auf einer Metalltafel unterhalb der Pietà aufgeführt. Eine Kreuzigungsgruppe aus dem 16. Jahrhundert, die sich ursprünglich an der Friedhofsmauer der Kapelle befand, ist heute am Kirchturm der benachbarten Kirche St. Magnus angebracht, um sie vor dem Verfall zu bewahrten.

## Innenraum
Am Eingang befindet sich ein kleines Weihwasserbecken und das Seil, mit dem die Glocke täglich um 12 Uhr mittags zum Angelusgebet geläutet wird. Die Wände der Kapelle sind mit geschnitzten Holzfiguren geschmückt: Von der Pforte aus gesehen hängt links neben dem Altar eine Figur des heiligen Sebastian als Schutzpatron gegen die Pest, rechts eine Darstellung des heiligen Nepomuk als Schutzpatron gegen Überflutungen des nahegelegenen Steinbachs. An der von der Pforte aus gesehen linken Kapellenwand ist eine Holzfigur des heiligen Wendelin, rechts eine des heiligen Josef angebracht. Diese werden als Schutzpatrone der Bauern und Hirten bzw. der Handwerker verehrt, also derjenigen Bevölkerungsgruppen, von denen die Kapelle einst errichtet wurde. Den hölzernen, neugotischen Marienaltar ziert im oberen Bereich eine Kopie des Gnadenbildes Mariahilf von Lucas Cranach d. Ä., im unteren Bereich ein Gemälde, das die Anbetung der Hirten darstellt. Wie sich bei Renovierungsarbeiten herausgestellt hat, befinden sich unter dem Putz der Seitenwände Reste von Malereien aus dem 18. Jahrhundert.